# Goodbye My Princess
Goodbye My Princess (chino simplificado: 东宫; chino tradicional: 東宮; pinyin: Dōng Gōng), es una serie de televisión china transmitida del 14 de febrero del 2019 hasta el 25 de marzo del 2019 por Youku.
La serie estuvo basada en la novela Dong Gong (Eastern Palace) de Fei Wo Si Cun.

## Sinopsis
Li Chengyin, el 5.º. Príncipe del Imperio de Li, acompaña a su hermano Li Chengji, el Príncipe Heredero de la Dinastía, al estado occidental para crear una alianza matrimonial con la 9.ª Princesa de Xizhou, Xiao Feng, una mujer amada por su pueblo en el Reino de Liang y así forjar un matrimonio político entre los dos países.
Sin embargo cuando el Príncipe Heredero es asesinado, bajo los planes de Gi Jian, Chengyin, se hace pasar por un comerciante común de té llamado "Gu Xiaowu", con el fin de conocer y utilizar a la princesa Xiao Feng, para infiltrarse en Danchi, el reino gobernado por el Rey Tömür, el abuelo de la princesa y así conquistar los reinos occidentales y así asegurar su derecho al trono. Sin embargo Chengyin y Feng terminan enamorándose.
Cuando Feng descubre la verdad sobre la identidad de Chengyin y el asesinato de su abuelo, queda destrozada y salta al Río del Olvido (en inglés: "River of Forgetfulness"), para olvidar todos sus recuerdos dolorosos. Destrozado por mentirle a la mujer que ama y lleno de culpa, Chengyin hace lo mismo.
Varios meses después, Xiao Feng sin memoria, está destinada a casarse con el nuevo Príncipe Heredero del Imperio Li, quien resulta ser Chengyin, quien a su vez tampoco tiene memoria de Feng, sin embargo poco a poco terminan enamorándose nuevamente. 
Aunque Chengyin es la segunda persona más poderosa del reino, el Palacio Oriental (en inglés: "Eastern Palace"), donde vive, es uno de los lugares más peligrosos, pronto las intrigas, traiciones y manipulaciones en el palacio hará que las vidas de Feng y Chengyin se vean afectadas y sus antiguas memorias comienzan a resurgir, destrozándolos.
Finalmente Xiao Feng, hace el máximo sacrificio por Chengyin, el hombre que siempre ha amado.

## Reparto

### Personajes principales
| Actor        | Personaje               | N.º de episodios | Notas                                                   |
| ------------ | ----------------------- | ---------------- | ------------------------------------------------------- |
| Chen Xingxu  | Li Chengyin / Gu Xiaowu | 52               | Príncipe Heredero                                       |
| Peng Xiaoran | Xiao Feng               | 52               | Princesa Heredera                                       |
| Shawn Wei    | Gu Jian                 | 48               | Maestro y protector y primer amor platónico de Xio Feng |

### Personajes secundarios

#### Reino de Li

##### Familia Real
| Actor          | Personaje             | N.º de episodios | Notas |
| -------------- | --------------------- | ---------------- | --- |
| Gallen Lo      | Emperador             | -                | Emperador del Reino de Li, padre de Li Chengyin. |
| Siqin Gaowa    | Gran Emperatriz Viuda | -                | Abuela del Emperador y bisabuela de Li Chengyin convence a Xiao Feng para que no huya y se case con Li Chengyin |
| Zhang Dinghan  | Zhang Meiniang        | -                | Es la Emperatriz del Reino de Li y sobrina del primer ministro Gao Yuming. Meiniang es la responsable de la muerte de la Consorte Shu y se encarga de criar a Li Chengyin como a su propio hijo, preparándolo para convertirlo en el próximo Príncipe Heredero, con el fin de asegurar su posición como la próxima Emperatriz. |
| Gao Yihan      | Gao Ruyi              | -                | Consorte Real Gao: es la hija del primer ministro Gao Yuming. |
| Wang Jiaqi     | Gu Yuyao              | -                | Consorte Shu: es la madre biológica del Príncipe Li Chengyin y la mujer más querida del Emperador. |
| Zhang Tong     | Wei Xiuyi             | -                | Consorte Wei: es la madre biológica del tercer Príncipe Li Chengmei. |
| Dong Xian      | Consorte De           | -                | |
| Yao Anlian     | Príncipe Zhong        | -                | Es el hermano del Emperador. |
| Kristy Yang    | Princesa Mingyuan     | -                | Es la hermana mayor de la Emperatriz y la consorte de Qu Wencheng. Mingyuan adora al Príncipe Heredero Li Chengyin, y es quien le revela la verdad sobre la muerte de su madre. |
| Zhang Aoyue    | Li Chengji            | -                | Es el Príncipe Heredero. Chengji fue asesinado durante un ataque planeado por Li Chengye. |
| Kingone Wang   | Li Chengye            | -                | Príncipe Xuande: es el segundo Príncipe, un hombre cruel y hambriento de poder, que manda matar a Li Chengji e intenta asesinar al Emperador con el objetivo de obtener el trono. |
| Yang Tong      | Li Chengmei           | -                | Principe Rong: es el tercer Príncipe. |
| Jin Xuanyu     | Li Chengyuan          | -                | Príncipe Yun: es el cuarto Príncipe. |
| Cheng Xiaomeng | Yong Ning             | -                | Es la séptima Princesa y una de las mejores amigas de la Princesa Xiao Feng en el palacio. |
| Chen Jinru     | Luo Xi                | -                | Es la octava Princesa y una de las mejores amigas de la Princesa Xiao Feng en el palacio. Xi ha estado enamorada de Pei Zhao desde que era joven y más tarde se casa con él. |
| Xia Wa         | Zhao Sese             | -                | Lady Langdi, primer amor y consorte de Li Chengyi. Hija del duque Zhao y gobernador de Danchi después del asesinato del Kan Tömür. |

##### Oficiales y generales
| Actor         | Personaje    | N.º de episodios | Notas |
| ------------- | ------------ | ---------------- | --- |
| Wang Zhifei   | Gao Yuming   | -                | Es el Primer ministro. |
| Wang Guan     | Pei Zhao     | -                | Es el Comandante del Ejército Yulin y un leal subordinado del Príncipe Heredero Li Chengyin. Es hijo de la Princesa y esposo de la Princesa Luo Xi. Debido a lo que ha pasado Xiao Feng, se siente culpable por ella, por lo que la protege y trata con amabilidad en el palacio. |
| Fan Linfeng   | Li Yan       | -                | |
| Lu Xing       | Gao Xian     | -                | Hijo mayor del ministro Gao y ministro de la corte imperial. |
| Yu Bin        | Gao Kun      | -                | |
| Feng Xiaotong | Gao Zhen     | -                | Hijo menor del ministro Gao |
| Zhao Tao      | Zhao Jingyu  | -                | Padre de Zhao Sese, tiene gran influencia en la corte imperial como ministro. Suegro del príncipe heredero. |
| Zhu Zanjin    | Zhao Shixuan | -                | Hermano de Zhao Sese y cuñado del príncipe heredero confabula la muerte de su enemigo Gao Zhen tercer hijo del ministro Gao |
| Wang Han      | Zeng Xian    | -                | |
| Li Jianxin    | Ye Cheng     | -                | |
| Cheng Guodong | Xi Qingzhuo  | -                | |
| Wang Huan     | Gu Ruhui     | -                | |
| Han Jinghuo   | Zhang Can    | -                | Soldado del Ejército imperial se relaciona con la asistente Xu Niang a quien deja embarazada. |
| Shen Baoping  | Wang Shu     | -                | |
| Han Xuanlong  | Erudito Li   | -                | |
| Shen Xuewei   | Erudito Fang | -                | |
| Fan Shende    | Ministro An  | -                | |
| Fan Jinlun    | Yuan Tong    | -                | |
| Wang Yueyao   | Leng Kun     | -                | |

##### Sirvientes
| Actor         | Personaje    | N.º de episodios | Notas |
| ------------- | ------------ | ---------------- | --- |
| Jiang Changyi | Cao Jiu      | -                | Es el Eunuco en jefe y el asistente personal del Emperador. |
| Gao Yuan      | Shi En       | -                | Es el asistente personal del príncipe heredero Li Chengyin. |
| Gu Jia        | Yong Niang   | -                | Es la asistente personal de la princesa Xiao Feng. Niang es enviada por la Emperatriz Viuda para servir a Feng, y hace todo lo posible para ayudarla y protegerla. |
| Wang Tongyu   | Rong Shuang  | -                | Asistente personal de la Emperatriz |
| Li Wenlong    | Wei Shen     | -                | |
| Yu Han        | Xu Niang     | -                | Sirvienta de la Emperatriz |
| Li Na         | Ying'er      | -                | |
| Shang Siqi    | Chan'er      | -                | |
| Gao Xirui     | Jin'er       | -                | |
| Shen Xuewei   | Fang Shangyi | -                | |
| Zhu Xinfang   | Wang         | -                | Es uno de los médicos del palacio. |

##### Otros
| Actor           | Personaje            | N.º de episodios | Notas |
| --------------- | -------------------- | ---------------- | --- |
| Shao Feng       | Chai Mu / Chen Zheng | -                | Es el líder de la organización "Qian Long Order". Sin embargo en realidad es Chen Zheng, un oficial del reino de Li que fue falsamente acusado y desalojado por Gao Yuming. |
| Wei Xiaohan     | Ming Yue             | -                | Hija de Chai Mu/Chen Zheng. |
| Guan Le         | Mi Luo               | -                | |
| Zhao Renjie     | Hu Xiao              | -                | |
| Lu Keke         | Tao Jian             | -                | |
| Guo Junke       | Sun Er               | -                | |
| Zhuang Qingning | Madame Peiguo        | -                | |
| Han Ying        | Madame Zhang         | -                | |
| Wei Yiyi        | Xiao Wei             | -                | |
| Xu Min          | Madre Wang           | -                | |

#### Estado Occidental

##### Palacio de Xizhou
| Actor         | Personaje   | N.º de episodios | Notas |
| ------------- | ----------- | ---------------- | --- |
| Jiang Kai     | Qu Wencheng | -                | Es el Rey del Estado Occidental y el padre de Xiao Feng. Wencheng se vuelve loco después de ver a su esposa suicidarse delante de él. |
| Tian Ling     | Ashina Yun  | -                | |
| Hu Chunyong   | Qu Tianze   | -                | |
| Li Mingde     | Di Mo       | -                | |
| Fang Shuai    | Lahemeng    | -                | |
| Zhao Zhengang | -           | -                | Es el médico brujo del palacio. |

##### Ciudad de Danchi
| Actor           | Personaje | N.º de episodios | Notas |
| --------------- | --------- | ---------------- | --- |
| Zhang Xiaoning  | Rey Tömür | -                | Es el Rey de Danchi y el abuelo de Xiao Feng. Tömür fue decapitado por Li Chengyin, durante la guerra entre los Reinos de Li y Danchi. |
| Zhang Ge        | Yi Moyan  | -                | |
| Zhang Hengrui   | He Shi    | -                | General del Ejército de Danchi y hermano mayor de A`Du                                                                                 |
| Nagima (娜吉玛) | Ah Du     | -                | Asistente, protectora y amiga de Xiao Feng.                                                                                            |
| Tian Xinyu      | Batu'er   | -                | Asesino del Príncipe heredero Li Chengji                                                                                               |

##### Shuo Bo
| Actor        | Personaje      | N.º de episodios | Notas                                                                              |
| ------------ | -------------- | ---------------- | ---------------------------------------------------------------------------------- |
| Hao Wenxue   | Rey            | -                | Rey de Shuo Bo se alía a Li Chengyin para eliminar al Kan Tömür y su reino Danchi. |
| Zhao Longhao | Príncipe Lidun | -                | Es el sobrino del Rey, quien se alía con Li Chengyin para eliminar a Danchi.       |
| Chen Tao     | Yuan Ge        | -                | Es un general de Shuo Bo.                                                          |

## Episodios
La serie fue transmitida del 14 de febrero del 2019 hasta el 25 de marzo del 2019.
Estuvo conformada por 52 episodios, los cuales fueron transmitidos de lunes a domingo (un episodio por día).
La serie tuvo dos versiones del final, las cuales fueron transmitidas a través de Youku VIP.
Posteriormente una semana después de transmitirse el final del 4 de abril al 7 de abril del mismo año se emitieron 4 especiales extras donde los personajes principales se reúnen durante la época moderna. El primer corto con duración de 3 minutos, muestra a Xiao Feng y Li Chengyin en la actualidad y casados. Acostados en la cama Feng se despierta llorando y asustada, luego de tener una pesadilla mientras que Chengyin la consuela diciéndole que nunca soltará su mano (haciendo referencias breves pero significativas sobre sus vidas pasadas).
El 28 de octubre del 2019 después de 196 días del final de la serie, esta fue relanzada por segunda vez en Youku y en lugar de los 52 episodios originales, la serie ahora está conformada por 55 episodios, donde se pueden ver cambios notables desde el primer episodio y escenas adicionales.
El 13 de enero del 2020 la serie comenzó a ser transmitida a través de Hunan TV de lunes a viernes a las 14.30hrs.

## Música
La banda sonora de la serie estuvo conformada por 4 canciones.
La música de inicio de la serie fue "First Encounter" interpretada por Yu Shaoyuan y Ye Li, mientras que la música de cierre fue "Love Catastrophe" de Xiao Shi.
| N.º | Artista (as)        | Canción                                      | Letra       | Música    | Notas               |
| --- | ------------------- | -------------------------------------------- | ----------- | --------- | ------------------- |
| 1   | Yu Shaoyuan y Ye Li | "First Encounter" (初见)                     | Li Yufei    | Feng Da   | (tema musical)      |
| 2   | Ye Li               | "Little Fox" (小狐狸)                        | Feiwo Sicun | Feng Da   | (canción insertada) |
| 3   | Xiao Shi            | "Love Catastrophe" (爱殇)                    | Wang Yijie  | Xiao Huan | (canción de cierre) |
| 4   | Xiao Huan           | "Love Catastrophe - Male Version" (爱殇男版) | Wang Yijie  | Xiao Huan | (canción insertada) |

## Producción
La serie estuvo basada en la novela Eastern Palace de la escritora china Ai Jingjing (Chinese: 艾晶晶) más conocida como "Fei Wo Si Cun".
Dirigida por Li Muge, la serie contó con los escritores Qian Yu, Wang Yihan, Xu Xiaolin, Hu Rong, Liu Xiao y He Yitong. Mientras que la producción estuvo a cargo de Li Huan y Wang Botong.
La serie fue filmada de agosto de 2017 a febrero de 2018, en Beijing, Bashang Grassland, Dunhuang y Hengdian World Studios.
Contó con el apoyo de las compañías de producción "Talent Film & Television", "Youku", "HualuBaina Film & TV", "HS Entertainment" y "Meinong Entertainment", fue emitida a través del portal Youku.

### Recepción
El drama recibió críticas positivas desde su estreno, debido a la excelente actuación del elenco, hermosos trajes y accesorios; así como por su cinematografía de alta calidad.
La escritura de la adaptación de la novela también fue elogiada por mantenerse fiel a las escenas clásicas dentro de la novela, al tiempo que se añadieron escenas adicionales que completaron los detalles de la novela y permitieron que la trama se desarrollara constantemente.

### Distribución internacional
El 23 de abril del 2019 se anunció que la cadena Elta TV en Taiwán había adquirido los derechos para transmitir 55 episodios de la serie (que son 3 episodios más que los 52 episodios que se emitieron en China continental). Poco después se lanzó un tráiler anunciando que la serie sería estrenada el 14 de mayo del mismo año, emitiendo dos episodios todos los lunes a viernes a las 7:00pm a través de ELTA CH300.